# أماندا هوبمانس
أماندا هوبمانس (بالهولندية: Amanda Hopmans) مواليد 11 مارس 1976 في خورلا، هولندا، هي لاعبة كرة مضرب هولندية سابقة بدأت مسيرتها كمحترفة سنة 1994 وكانت تلعب باليد اليمنى، اعتزلت اللعب في 2003. أعلى تصنيف لها في الفردي كان المركز الـ 72 في سنة 1999. سبق أن شاركت في دورة الألعاب الأولمبية الصيفية.

## نهائيات جولة رابطة محترفات التنس

### الفردي 1
| الحصيلة | الرقم | التاريخ      | البطولة       | السطح  | المنافس في النهائي | النتيجة في النهائي |
| ------- | ----- | ------------ | ------------- | ------ | ------------------ | ------------------ |
| الوصيف  | 1.    | 14 مايو 2000 | وارسو، بولندا | ترابية | هنرييتا ناجيوفا    | 6–2, 4–6 5–7       |

### الزوجي 1
| الحصيلة | الرقم | التاريخ       | الدورة                      | السطح  | الشريك                | المنافسون في النهائي          | النتيجة في النهائي |
| الوصيف  | 1.    | 16 أبريل 2000 | البرتغال المفتوحة، البرتغال | ترابية | كريستينا تورنس فاليرو | تينا كريزان كاترينا سريبوتنيك | 0–6, 6–7(9–11)     |

## روابط خارجية
- أماندا هوبمانس على موقع رابطة محترفات التنس (الإنجليزية)
- أماندا هوبمانس على موقع الاتحاد الدولي لكرة المضرب (الإنجليزية)
- أماندا هوبمانس على موقع كأس بيلي جين كينغ (الإنجليزية)
- أماندا هوبمانس على موقع بطولة ويمبلدون (الإنجليزية)
- أماندا هوبمانس على موقع خلاصة التنس.كوم (الإنجليزية)
- أماندا هوبمانس على موقع اللجنة الأولمبية الدولية (الإنجليزية)
- أماندا هوبمانس على موقع أوليمبيديا (الإنجليزية)